# 27. Tarnowska Nagroda Filmowa
27. Tarnowska Nagroda Filmowa – odbyła się w dniach 19–28 kwietnia 2013 roku.

## Filmy konkursowe

### Konkurs główny
- Bez wstydu – reż. Filip Marczewski
- Być jak Kazimierz Deyna – reż. Anna Wieczur-Bluszcz
- Drogówka – reż. Wojciech Smarzowski
- Dzień kobiet – reż. Maria Sadowska
- Dziewczyna z szafy – reż. Bodo Kox
- Imagine – reż. Andrzej Jakimowski
- Jesteś Bogiem – reż. Leszek Dawid
- Kanadyjskie sukienki – reż. Maciej Michalski
- Miłość – reż. Sławomir Fabicki
- Mój rower – reż. Piotr Trzaskalski
- Nieulotne – reż. Jacek Borcuch
- Obława – reż. Marcin Krzyształowicz
- Piąta pora roku – reż. Jerzy Domaradzki
- Pokłosie – reż. Władysław Pasikowski
- Supermarket – reż. Maciej Żak
- Syberiada polska – reż. Janusz Zaorski
- Układ zamknięty – reż. Ryszard Bugajski
- Wszystkie kobiety Mateusza – reż. Artur Więcek
- Yuma – reż. Piotr Mularuk

### Konkurs „Kino Młodego Widza”
- Mami Fatale, odc.:
  - Niesamowita historia Mami Fatale – reż. Marcin Wasilewski, Łukasz Kacprowicz
  - Musza robota – reż. Marcin Wasilewski, Łukasz Kacprowicz
  - Megaprosilla – reż. Marcin Wasilewski
  - Psinokio – reż. Robert Jaszczurowski, Łukasz Kacprowicz
- Parauszek i przyjaciele, odc.:
  - Klucz – reż. Krzysztof Brzozowski, Jacek Łechtański
  - Wiosenny koncert – reż. Krzysztof Brzozowski
- Przedszkolaki, odc.:
  - Biedroneczki – reż. Magdalena Gałysz
  - Dokarmianie ptaków – reż. Magdalena Gałysz
  - Deszczówka – reż. Piotr Furmankiewicz
  - Dym z ogniska – reż. Piotr Furmankiewicz
  - Jeż – reż. Piotr Furmankiewicz
  - Powódź w umywalce – reż. Piotr Furmankiewicz
- Dwóch Jasiów i Małgosia – reż. Marek Burda

## Skład jury
- Janusz Majewski – reżyser, przewodniczący jury
- Jerzy Armata – krytyk filmowy, dyrektor artystyczny festiwalu
- Barbara Brożek-Czekańska – artysta plastyk
- Jerzy Hebda – radny Miasta Tarnowa, przewodniczący Komisji Kultury
- Ryszard Jaźwiński – dziennikarz filmowy Programu III Polskiego Radia
- Mieczysław Kuźmicki – dyrektor Muzeum Kinematografii w Łodzi
- Krystyna Latała – wiceprezydent Miasta Tarnowa
- Elżbieta Łabno – dyrektor Biura Korporacyjnego Public Relations – Grupa Azoty
- Łukasz Maciejewski – krytyk filmowy
- Grzegorz Molewski – koordynator projektu KinoRP
- Marzena Rogalska – dziennikarka telewizyjna i radiowa
- Sławomir Rogowski – dziennikarz, członek KRRiT
- Mateusz Werner – krytyk filmowy
- Konrad Zarębski – krytyk filmowy

## Laureaci

### Konkurs główny
- Nagroda Grand Prix – Statuetka Maszkarona: 
  - Imagine – reż. Andrzej Jakimowski

- Nagroda Jury Młodzieżowego – Statuetka Kamerzysty: 
  - Dziewczyna z szafy – reż. Bodo Kox

- Nagroda publiczności – Statuetka Publika: 
  - Mój rower – reż. Piotr Trzaskalski

- Nagrody specjalne jury:
  - Maria Sadowska – za debiut reżyserski (Dzień kobiet)
  - Bodo Kox – Dziewczyna z szafy

- Nagroda za całokształt twórczości – Statuetka Muza:
  - Jan Nowicki

### Konkurs „Kino Młodego Widza”
- Nagroda Jury Dziecięcego – Statuetka Koguta:
  - Mami Fatale, odc. Niesamowita historia Mami Fatale – reż. Marcin Wasilewski, Łukasz Kacprowicz